# Chapelle Neuve de Langonnet
La Chapelle Notre-Dame-de-Pitié est située au lieu-dit « Restangoas-Guen » à la Chapelle-Neuve, sur la commune de Langonnet dans le Morbihan.

## Historique
La chapelle Notre-Dame-de-Pitié fait l’objet d’une inscription au titre des monuments historiques depuis le 5 décembre 1973.
La fontaine de Notre-Dame-de-Pitié fait l’objet d’une inscription au titre des monuments historiques depuis le 3 mai 1974.

## Description

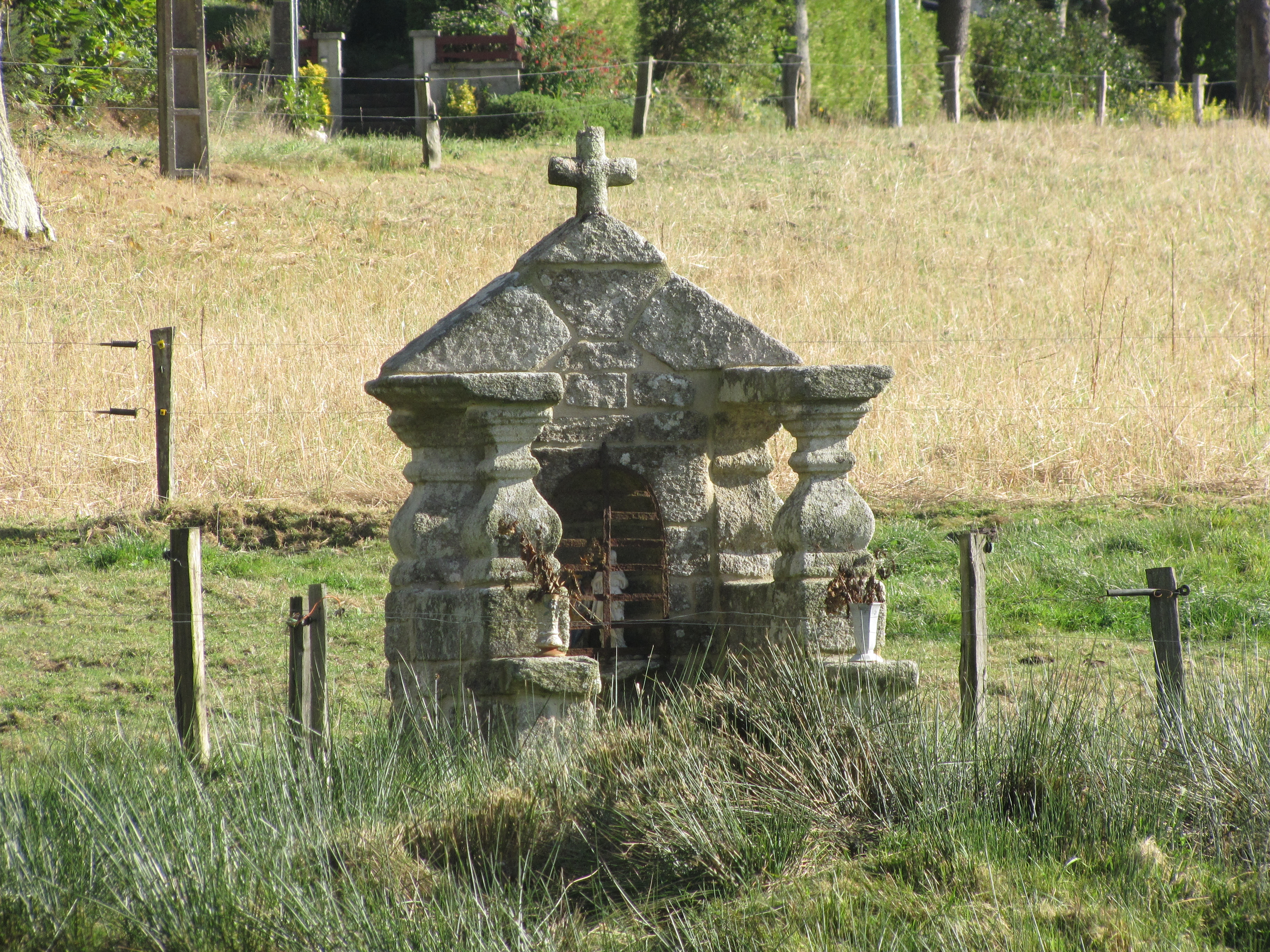
Fontaine.

La chapelle est en forme de croix latine. 
Le pignon occidental est triangulaire, il est ouvert par une porte plein cintre. 
La chapelle a fait l'objet de restauration en 2010 et 2011
L'intérieur de la chapelle abrite les statues de saint Mathurin, invoqué contre la peur, de saint Nicodème et de Notre-Dame-des-Neiges.
La fontaine est située au sud-est de la chapelle. 